# In God We Trust

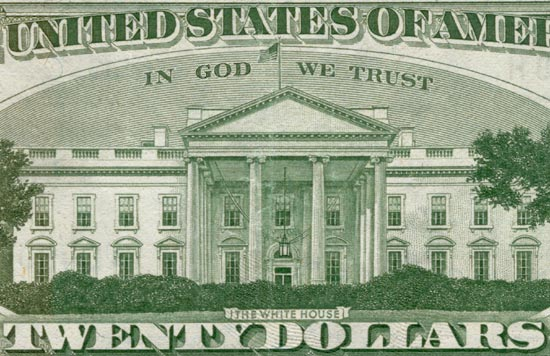
«IN GOD WE TRUST» en mayúsculas en el reverso de un billete de veinte dólares estadounidenses.

«In God We Trust» (en español: «En Dios confiamos») es el lema oficial de Estados Unidos, así como el lema del estado estadounidense de Florida. Fue adoptado por el Congreso de Estados Unidos en 1956, en sustitución de E pluribus unum («De muchos, uno»), que había sido el lema de facto desde el diseño inicial del gran sello de Estados Unidos.
En su versión en español, también es un lema no oficial de Nicaragua, aunque la frase puede verse en la mayoría de las monedas nicaragüenses.

## Origen
El uso más antiguo registrado del lema en inglés fue en enero de 1748, cuando The Pennsylvania Gazette informó sobre los colores de los regimientos de los Asociados, concretamente el de la milicia de Pensilvania de Benjamin Franklin, uno de los cuales decía: «IX. A Coronet and Plume of Feathers. Motto, In God we Trust». Según Thomas S. Kidd, historiador estadounidense, parece tratarse de un caso aislado de un uso oficial, que podría remontarse a algunas interpretaciones del Salmo 56:11.
La frase exacta «In God we trust» también se encuentra en una publicación del Salterio de Isaac Watts que se revisó e imprimió en Estados Unidos en 1785. Watts había traducido el Salmo 115:9-11 con las palabras: «Britain, trust the Lord» («Gran Bretaña, confía en el Señor»). Un editor estadounidense, Joel Barlow, trató de revisar el Salterio de Watts para un público estadounidense. El objetivo de Barlow era modificar Watts de tal manera que se purgara el sabor antiamericano. Barlow simplemente tradujo el Salmo 115: 9-11 con las palabras «In God we trust».
Hubo otras grabaciones no relacionadas del lema. Se puede encontrar en algunas obras literarias de principios del siglo XIX. Una de ellas, «Defence of Fort M'Henry», contenía una versión del lema y posteriormente se convirtió en el himno nacional de Estados Unidos. También apareció en 1845, cuando D.S. Whitney publicó un himno antiesclavista en The Liberator. Los Odd Fellows también utilizaron la frase como lema desde la década de 1840 al menos hasta la de 1870.

## Controversia
«In God We Trust» ha sido durante mucho tiempo un lema oficial controvertido, sobre todo en los Estados Unidos, debido a que sus detractores lo consideran una declaración religiosa y, como tal, una violación de la separación entre Iglesia y Estado. Organizaciones laicas y ateas, como Americanos Unidos por la Separación Iglesia-Estado, Freedom From Religion Foundation (Fundación para la Libertad de Religión), así como miembros del Templo Satánico, se han opuesto a la inclusión de dicho lema. Por otra parte, el Proyecto Blitz, así como organizaciones y legisladores conservadores, han presionado para que se adopte.
Los partidarios han defendido ampliamente la inclusión del lema nacional en más entornos, basándolo en las invocaciones tradicionales a Dios que, según ellos, se han convertido ahora en un elemento de una religión civil y deberían expresar la voluntad de los fundadores, que creían en Dios. Los detractores, por el contrario, argumentan que el lema no sólo viola el carácter laico de Estados Unidos, sino que además predetermina el tipo y el número de dioses (si los hay) en los que se puede confiar.

### Litigación
La constitucionalidad de la frase «In God We Trust» se ha defendido repetidamente según la interpretación judicial del acomodacionismo, cuyos partidarios afirman que esta práctica arraigada no ha presentado históricamente ninguna dificultad constitucional, no es coercitiva y no prefiere una confesión religiosa a otra.
Aronow v. United States (1970) fue el primer caso que impugnó la inclusión de «In God We Trust» en la moneda estadounidense. 
Tras no prosperar la impugnación, Michael Newdow inició entonces una serie de demandas para intentar ilegalizar «In God We Trust», con el apoyo de la Freedom From Religion Foundation. Un juez federal de California rechazó su razonamiento en una sentencia de junio de 2006, al igual que el Noveno Circuito. Dado que el Tribunal Supremo denegó el certiorari, la decisión del tribunal de apelación, según la cual el lema nacional es de «carácter patriótico o ceremonial», no tiene «impacto teológico o ritual» y no constituye «patrocinio gubernamental de un ejercicio religioso», permaneció inalterada y en vigor.